# Aeroklub Koszaliński
Aeroklub Koszaliński – organizacja skupiającą miłośników lotnictwa z Koszalina, Białogardu, Świdwina i okolic.
Organizacja jest zarządcą lotniska w Zegrzu Pomorskim. Aeroklub dysponuje asfaltową drogą startową o długości 2500 metrów oraz hangarami. 
W 2013 roku na lotnisku stacjonowały samoloty, śmigłowce oraz motolotnie będące głównie prywatną własnością amatorów małego lotnictwa jak również szybowce należące do Aeroklubu.
Pomimo małych rozmiarów własnego sprzętu Aeroklub Koszaliński obsługuje przyloty i odloty małych i średnich samolotów dyspozycyjnych, a nawet odrzutowców. W 2013 roku przyjęto m.in. samoloty typu King Air C90, Cessna Citation, Piper Cherokee, Mirage i inne. Na terenie Aeroklubu znajduje się również sezonowa baza Lotniczego Pogotowia Ratunkowego jak również stacjonują samoloty pożarniczo-gaśnicze PZL Dromader.